# Lentilly
Lentilly är en kommun i departementet Rhône i regionen Auvergne-Rhône-Alpes i östra Frankrike. Kommunen ligger i kantonen L'Arbresle som tillhör arrondissementet Lyon. År 2022 hade Lentilly 6 541 invånare.

## Befolkningsutveckling
Antalet invånare i kommunen Lentilly
| Referens: INSEE |